# Chilenische Haselnuss
Die Chilenische Haselnuss (Gevuina avellana) ist die einzige Art der monotypischen Pflanzengattung Gevuina innerhalb der Familie der Silberbaumgewächse (Proteaceae). Ihr Samen, „Nuss“ genannt, wird von der Bevölkerung in Chile verzehrt.

## Beschreibung

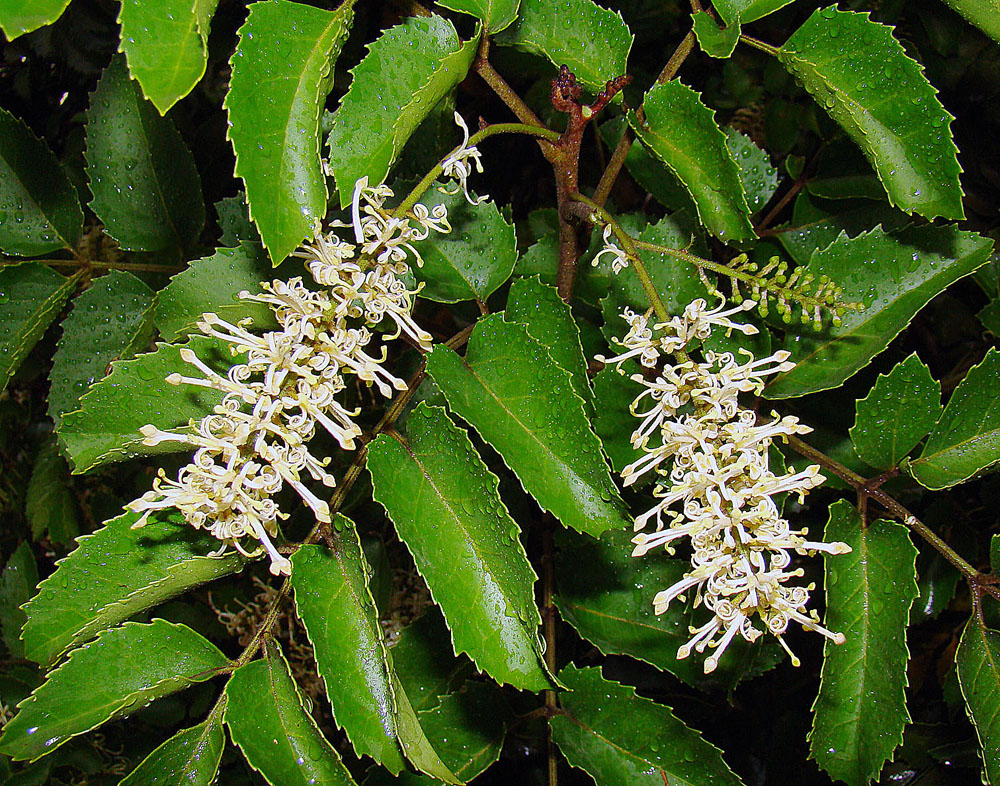
Laubblätter und Blütenstände

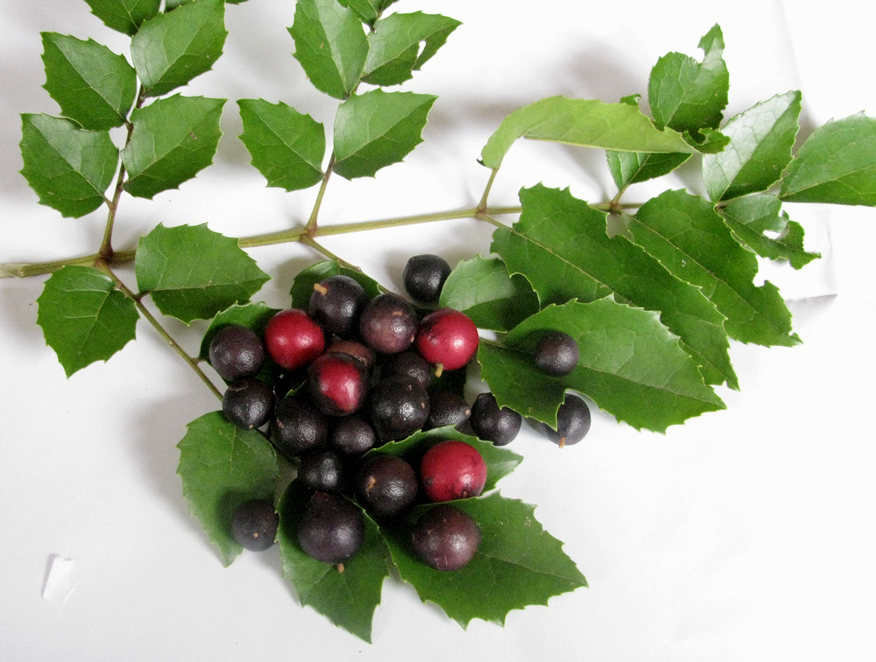
Laubblatt und Früchte

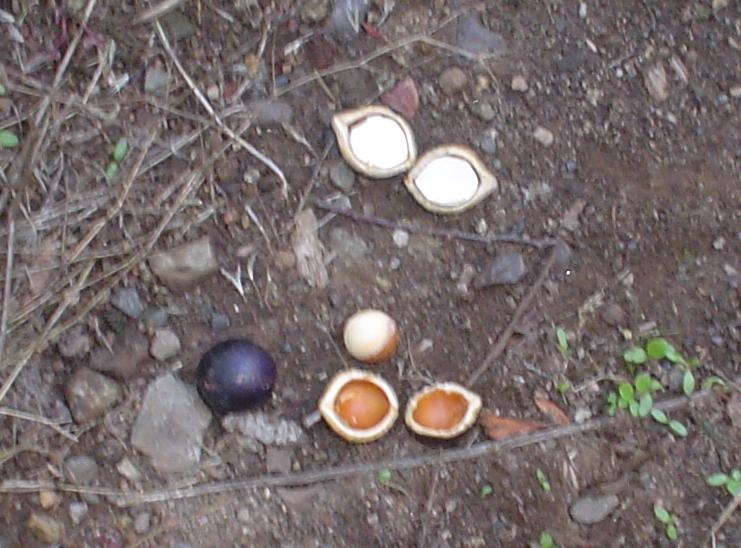
Geschlossene und geöffnete Früchte

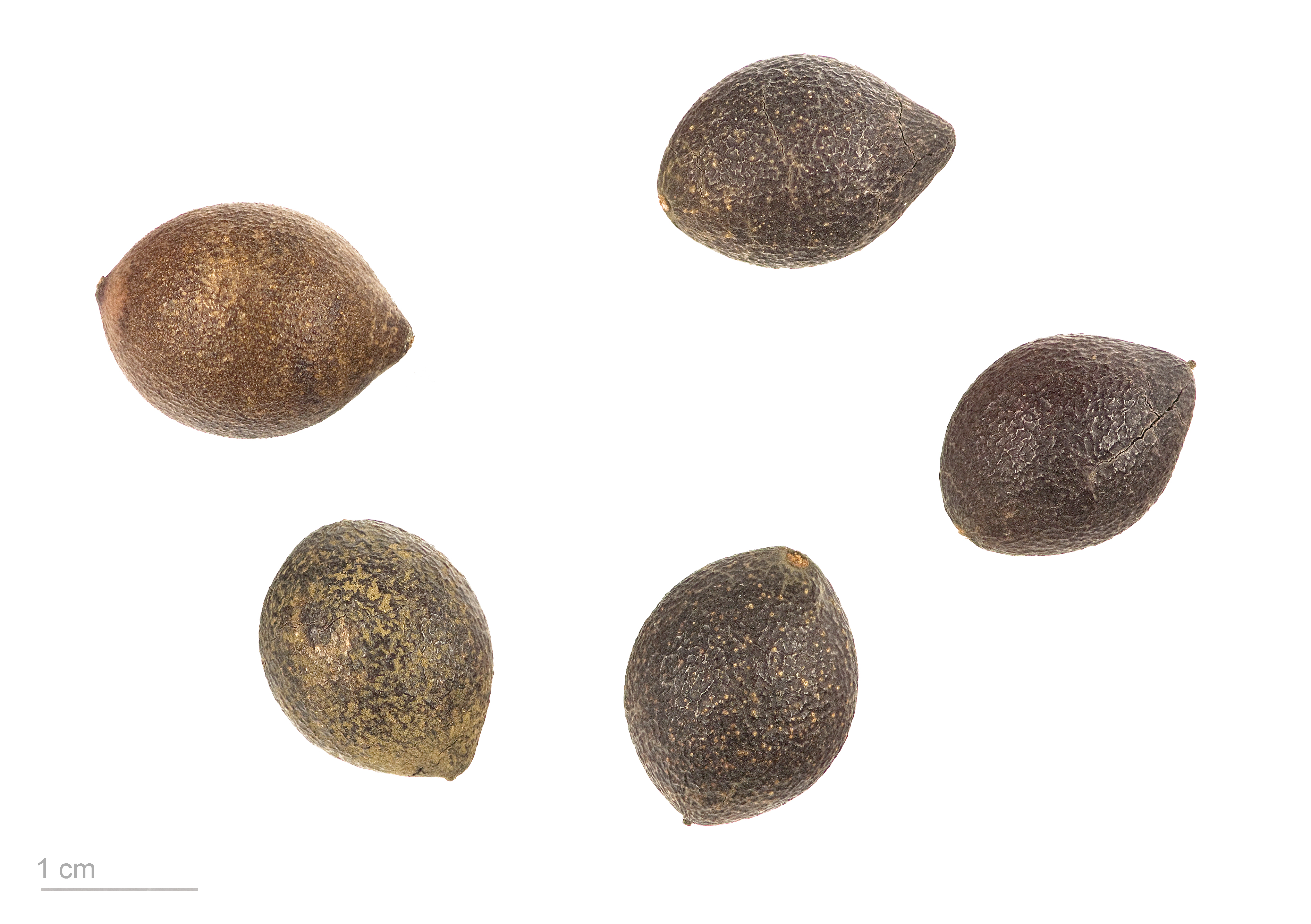
Geschlossene Früchte

### Vegetative Merkmale
Die Chilenische Haselnuss wächst als immergrüner Baum oder Strauch und erreicht Wuchshöhen von bis zu 15–20 Metern. Die Baumkrone ist unregelmäßig kugelförmig. Die dünne Borke ist gräulich und besitzt feine horizontale Ringe. Die Rinde junger Zweige ist dicht rot behaart.
Die wechselständig an den Zweigen angeordneten Laubblätter sind in Blattstiel und Blattspreite gegliedert. Der Blattstiel ist behaart. Die einfach oder manchmal zweifach unpaarig gefiederte Blattspreite ist 7 bis 35 Zentimeter lang. Die ledrigen, kahlen und kurz gestielten Blättchen sind bei einer Länge von 2 bis 8 Zentimeter eiförmig mit meist spitzem oberen Ende und gesägten Rand.

### Generative Merkmale
Die seitenständigen, traubigen Blütenstände sind 10 bis 14 Zentimeter lang. Die zwittrigen, cremefarbenen Blüten sind relativ klein und vierzählig mit einfacher Blütenhülle. Es ist nur ein Kreis mit vier Staubblättern vorhanden, die innen, oben an den bis 1 Zentimeter langen, linealischen Tepalen angeheftet sind. Es ist nur ein oberständiges Fruchtblatt vorhanden.
Die 1,5 bis 3 Zentimeter lange, einsamige Steinfrucht ist anfangs rot und bei Reife violett-schwarz. Der Steinkern ist feingrubig.
Die Chromosomenzahl beträgt 2n = 26.

## Systematik
Die Gattung Gevuina wurde 1782 mit der Erstveröffentlichung von Gevuina avellana durch Juan Ignacio Molina in Saggio sulla Storia Naturale del Chili ..., S. 184–185, 353 aufgestellt. Der Gattungsname Gevuina kommt von der chilenischen Bezeichnung des Baumes, Gevuin. Synonyme für Gevuina avellana Molina sind: Guevina avellana Molina, Quadria avellana (Molina) C.F.Gaertn., Quadria heterophylla Ruiz & Pav.
Die Gattung Gevuina gehört zur Subtribus Gevuininae aus der Tribus Macadamieae in der Unterfamilie Grevilleoideae innerhalb der Familie Proteaceae.
Nach Weston und Barkers 2006 gehören die zwei Arten (Australien und Neuguinea) der Gattung Bleasdalea F.Muell. ex Domin nicht mehr zu Gevuina. Dadurch ist die Gattung Gevuina wieder monotypisch und kommt nur in der Neotropis vor.

## Nutzung
Die Samen von Gevuina avellana werden roh oder gegart gegessen. Die Samen weisen einen angenehmen Geschmack ähnlich von Haselnuss auf, daher die Trivialnamen und das Artepitheton. In Chile sind die Samen sehr populär, dort werden sie oft auf lokalen Märkten verkauft. Die Samen enthalten etwa 12,5 % Proteine, 49,5 % Öle sowie 24,1 % Kohlenhydrate. Geröstete Samen dienen als Kaffeeersatz.
Aus den Samen wird das Avellanaöl gewonnen.
Tannine und Holz werden verarbeitet.
Gevuina avellana wird als Zierpflanze verwendet.

## Trivialnamen
Trivialnamen in unterschiedlichen Sprachen sind:
- Deutsche Sprache: Chilenische Haselnuss[1]
- Englische Sprache: Chilean hazel,[6] Chilean wildnut,[8] gevuina nut, Chilean nut[9]
- Spanische Sprache: avellana,[8] gevuín, avellano[9]